# Сероглазка
Серогла́зка (до 1920-х — станица Сероглазинская) — село в Енотаевском районе Астраханской области, входит в состав Средневолжского сельсовета.

## История
Основано в 1765-66 годах как станица Сероглазинская. В 1859 году в станице имелись 151 двор, православная церковь, почтовая станция, училище, проживало 508 душ мужского и 546 женского пола. Согласно переписи населения Российской империи в станице Сероглазинской Енотаевского уезда Астраханской губернии проживало 1344 жителя. По состоянию на 1900 год за станице было закреплено 16962 десятины удобной и 11402 неудобной земли
В 1918 году образован Сероглазинский сельский совет. В период коллективизации в 1930 году на территории села Сероглазка был организован рыболовецкий колхоз "Победа". Ликвидирован в феврале 1972 года..
Решением Астраханского облисполкома № 313 от 30.05.1979 года Сероглазинский сельский Совет был ликвидирован. Село Сероглазка вошло в состав Владимирского сельского совета. Позже село Сероглазка вошло в состав Средневолжского сельского совета.

## Общая физико-географическая характеристика
Село расположено на юго-востоке Енотаевского района в пределах Прикаспийской низменности, на границе Чёрных земель и Волго-Ахтубинской поймы, на правом берегу Волги, на высоте 24 метра ниже уровня мирового океана. Вследствие значительного перепада высот в районе села берег Волги крутой, обрывистый. Почвы бурые полупустынные. Почвообразующие породы - пески.
По автомобильной дороге расстояние до областного центра города Астрахани составляет 100 км, до районного центра села Енотаевка — 55 км, до административного центра сельского поселения посёлка Волжский - 8 км.
Климат резко-континентальный, крайне засушливый (согласно классификации климатов Кёппена-Гейгера — Bsk). Среднегодовая температура воздуха положительная и составляет около 10,0 °C.
Часовой пояс
Сероглазка, как и вся Астраханская область, находится в часовой зоне МСК+1. Смещение применяемого времени относительно UTC составляет +4:00.

## Население
Динамика численности населения
| 1859 | 1897 | 1900 | 1904 | 1914 |
| ---- | ---- | ---- | ---- | ---- |
| 1054 | 1344 | 1376 | 1376 | 1811 |

| 2002 | 2010 | 2011 |
| ---- | ---- | ---- |
| 487  | ↘409 | ↗456 |

| Национальность | Численность (2010) | Процент |
| -------------- | ------------------ | ------- |
| Казахи         | 233                | 58,1%   |
| Русские        | 151                | 37,7%   |
| Калмыки        | 7                  | 1,7%    |
| Татары         | 4                  | 1%      |
| Чеченцы        | 3                  | 0,7%    |
| Не указана     | 3                  | 0,7%    |
| Всего          | 401                | 100%    |